# 2017 アジア プロ野球チャンピオンシップ

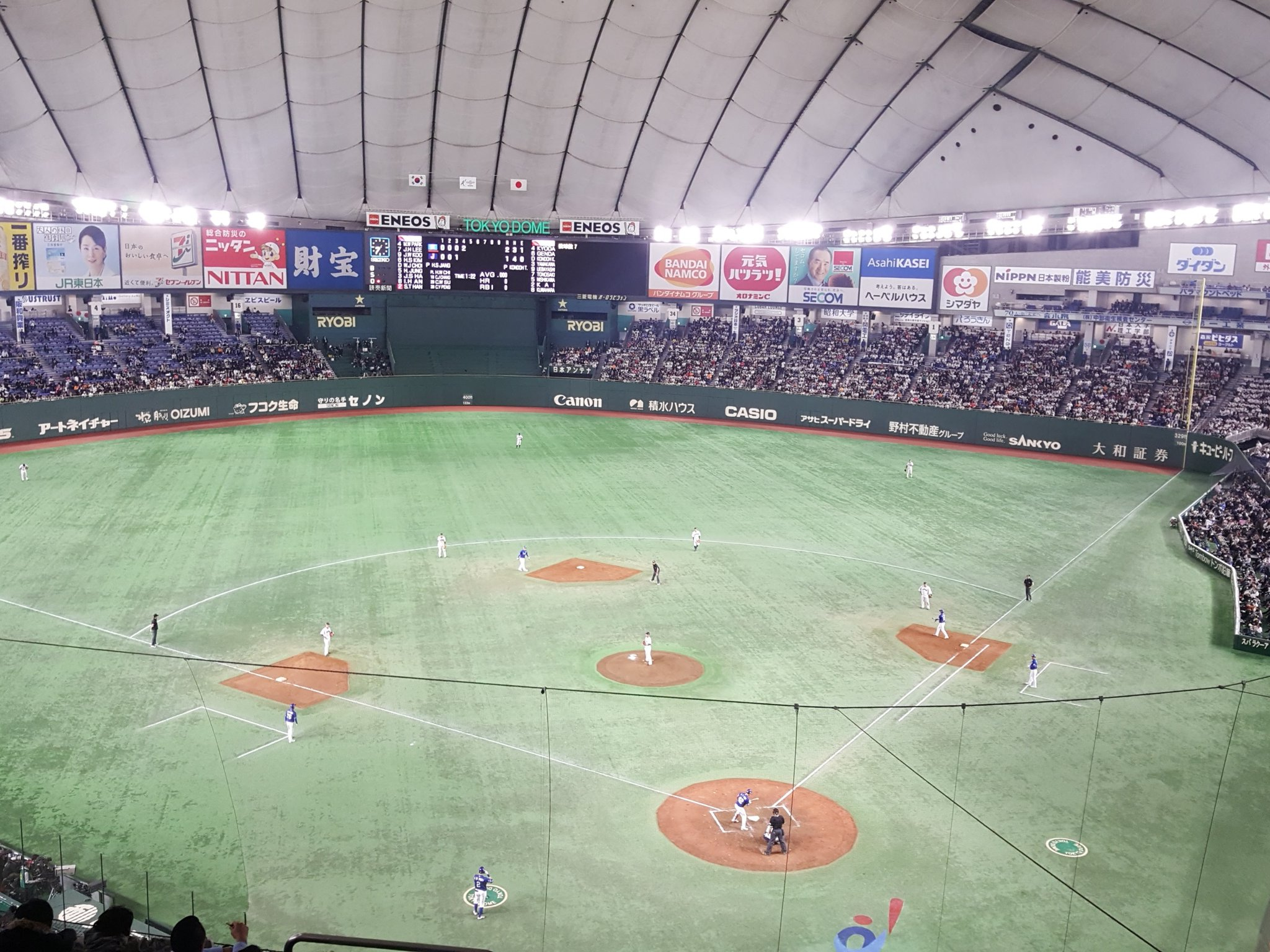
2017 アジア プロ野球チャンピオンシップ

2017 アジア プロ野球チャンピオンシップ（英語: 2017 Asia Professional Baseball Championship）は、日本野球機構、韓国野球委員会、中華職業棒球大聯盟主催により2017年に開催されたアジア プロ野球チャンピオンシップの第1回大会。JXTGエネルギーを特別協賛社とし、ENEOS アジア プロ野球チャンピオンシップ2017（英語: ASIA PROFESSIONAL BASEBALL CHAMPIONSHIP 2017 presented by ENEOS）の大会名称で開催された。

## 経緯
2017年
- 1月23日 - 同大会開催が発表された[2]。
- 7月31日 - 対戦カードが発表された[3]。
- 9月11日 - スポンサー、ロゴ、チケット発売要項が発表された[1][4]。
- 11月16日 - 11月19日開催。

## 出場国・地域
| 出場国・地域         | 詳細 |
| -------------------- | ---- |
| 日本                 | 詳細 |
| 韓国                 | 詳細 |
| チャイニーズタイペイ | 詳細 |

## 開催概要

### 大会スポンサー
- 共催：株式会社NPBエンタープライズ
- 特別協賛社：JXTGエネルギー株式会社（ENEOS）

### 優勝賞金
- 優勝：2000万円
- 準優勝：500万円

### 大会規定
- 公認野球規則に準じる
- 全試合DH制を採用
- 大会使用球はWBSC公認球とする
- ドーピング検査対象試合とする
- 投手の投球制限なし
- WBSC公認試合とする
- 9回を終了して同点の場合：タイブレーカー制
- 10回の攻撃から無死一・二塁、継続打順で開始(以降継続打順)
- 予選については12回にて打ち切り(12回終了時に決着がつかない場合は引き分け)
- 先発投手は前日発表とする
- コールドなし
- 参加資格はU-24(1993年1月1日以降生まれ)または入団3年目以内
- オーバーエイジ枠3名

### 開催日時
- 2017年11月16日 - 11月19日

## 試合結果

### GAME1

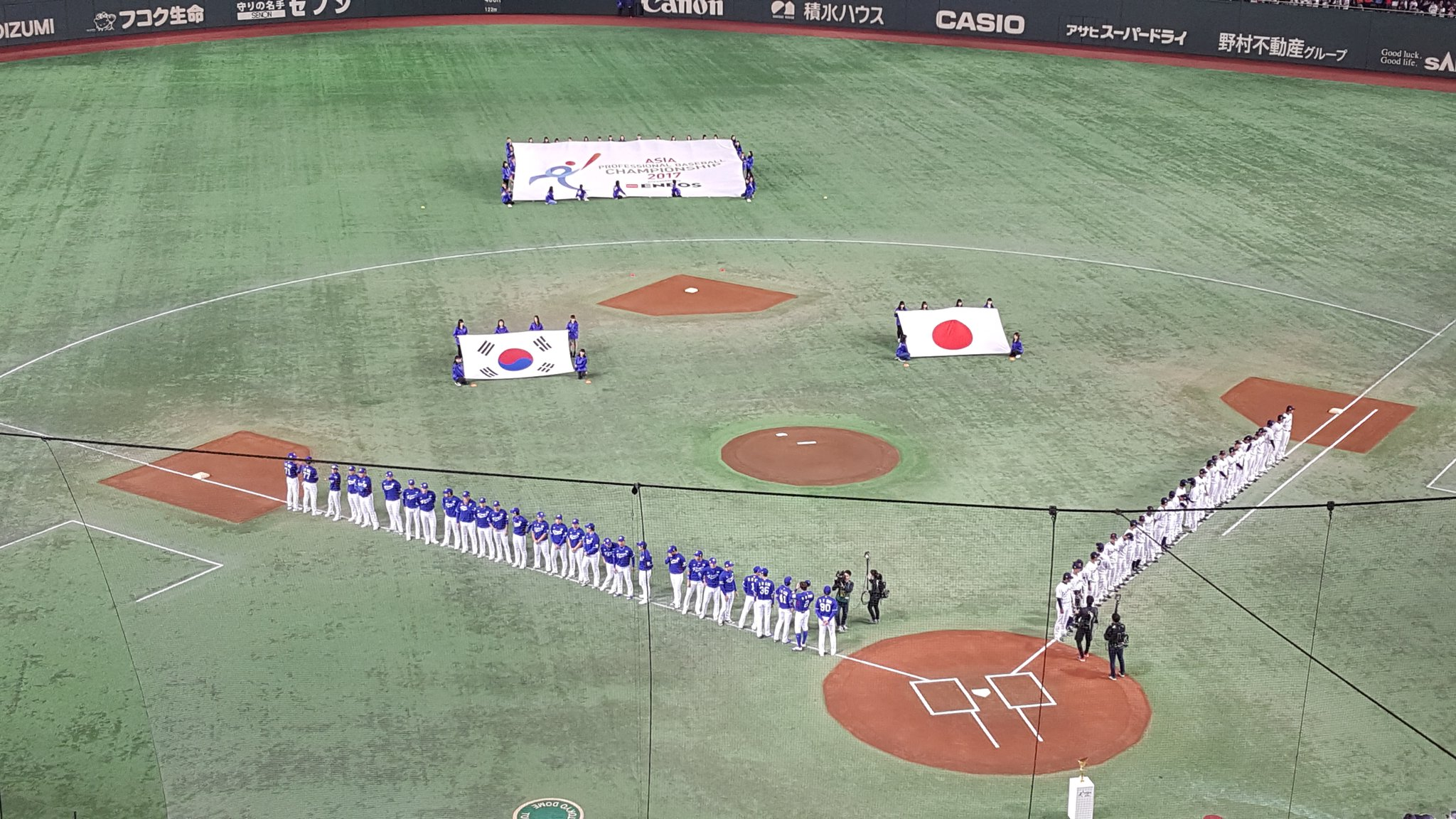
11月16日

| 日本 | 8 - 7 | 韓国 |

|      | 1 | 2 | 3 | 4 | 5 | 6 | 7 | 8 | 9 | 10 | R | H  | E |
| ---- | - | - | - | - | - | - | - | - | - | -- | - | -- | - |
| 韓国 | 0 | 0 | 0 | 4 | 0 | 0 | 0 | 0 | 0 | 3  | 7 | 10 | 1 |
| 日本 | 0 | 0 | 1 | 0 | 0 | 2 | 0 | 0 | 1 | 4x | 8 | 11 | 0 |

1. （延長10回はタイブレーク方式）
2. 韓：張現植（5回）、具昌模（0回1/3）、朴晋亨（1回2/3）、長必峻（1回）、金潤東（0回1/3）、咸徳柱（1回）、●李珉鎬（0回1/3） - 韓承澤
3. 日：薮田（3回1/3）、近藤大（0回2/3）、多和田（2回）、石崎（1回2/3）、野田（0回1/3）、山﨑（1回）、又吉（0回2/3）、○堀（0回1/3） - 甲斐、田村
4. 勝利：堀（1勝）
5. 敗戦：李珉鎬（1敗）
6. 本塁打
韓：金河成1号（4回ソロ・薮田）
日：山川1号（6回2ラン・具昌模）、上林1号（10回3ラン・咸徳柱）
7. 審判
［球審］紀華文
［塁審］張展榮（1B）、蘇建文（2B）、彭楚雲（3B）
8. 開始：19時12分 試合時間：4時間29分[6]

### GAME2
| 韓国 | 1 - 0 | チャイニーズタイペイ |

|                      | 1 | 2 | 3 | 4 | 5 | 6 | 7 | 8 | 9 | R | H | E |
| -------------------- | - | - | - | - | - | - | - | - | - | - | - | - |
| チャイニーズタイペイ | 0 | 0 | 0 | 0 | 0 | 0 | 0 | 0 | 0 | 0 | 4 | 0 |
| 韓国                 | 0 | 0 | 0 | 0 | 0 | 1 | 0 | 0 | X | 1 | 4 | 0 |

1. 台：●陳冠宇（5回2/3）、王鴻程（0回2/3）、彭識穎（0回2/3）、王躍霖（1回） - 嚴宏鈞
2. 韓：○林起映（7回）、朴晋亨（0回2/3）、S長必峻（1回1/3） - 韓承澤
3. 勝利：林起映（1勝）
4. セーブ：張必峻（1S）
5. 敗戦：陳冠宇（1敗）
6. 審判
［球審］名幸
［塁審］吉本（1B）、杉本（2B）、小林（3B）
7. 開始：19時03分 試合時間：3時間27分[7]

### GAME3
| チャイニーズタイペイ | 2 - 8 | 日本 |

|                      | 1 | 2 | 3 | 4 | 5 | 6 | 7 | 8 | 9 | R | H  | E |
| -------------------- | - | - | - | - | - | - | - | - | - | - | -- | - |
| 日本                 | 0 | 1 | 0 | 0 | 2 | 0 | 3 | 1 | 1 | 8 | 12 | 1 |
| チャイニーズタイペイ | 0 | 0 | 0 | 0 | 0 | 0 | 0 | 0 | 2 | 2 | 7  | 0 |

1. 日：○今永（6回）、野田（1回）、近藤大（1回）、平井（0回1/3）、堀（0回2/3） - 田村、若月
2. 台：●林政賢（4回2/3）、羅國華（0回2/3）、彭識穎（0回2/3）、朱俊祥（0回1/3）、王鴻程（0回1/3）、王躍霖（0回2/3）、邱浩鈞（1回1/3）、陳禹勳（0回1/3） - 嚴宏鈞、林祐樂
3. 勝利：今永（1勝）
4. 敗戦：林政賢（1敗）
5. 本塁打
日：外崎1号（2回ソロ・林政賢）
台：朱育賢1号（9回ソロ・平井）
6. 審判
［球審］尹商源
［塁審］秋坪鎬（1B）、金成哲（2B）、呉焄圭（3B）
7. 開始：18時41分 試合時間：4時間04分[8]

### 決勝
| 日本 | 7 - 0 | 韓国 |

|      | 1 | 2 | 3 | 4 | 5 | 6 | 7 | 8 | 9 | R | H  | E |
| ---- | - | - | - | - | - | - | - | - | - | - | -- | - |
| 韓国 | 0 | 0 | 0 | 0 | 0 | 0 | 0 | 0 | 0 | 0 | 3  | 0 |
| 日本 | 0 | 0 | 0 | 1 | 3 | 2 | 1 | 0 | X | 7 | 11 | 0 |

1. 韓：●朴世雄（3回0/3）、沈載敏（0回2/3）、金明信（0回1/3）、金潤東（1回）、金大鉉（1回）、李珉鎬（1回）、具昌模（1回） - 韓承澤、張勝賢
2. 日：○田口（7回）、石崎（1回）、山﨑（1回） - 甲斐
3. 勝利：田口（1勝）
4. 敗戦：朴世雄（1敗）
5. 本塁打
日：西川1号（7回ソロ・李珉鎬）
6. 審判
［球審］紀華文
［塁審］張展榮（1B）、蘇建文（2B）、彭楚雲（3B）
7. 開始：18時11分 試合時間：3時間29分[9]

| 2017 アジア プロ野球チャンピオンシップ優勝国 |
| -------------------------------------------- |
| · 日本 · 初優勝                              |

## 表彰選手
| 守備位置          | 選出選手          | 所属球団                   |
| 最優秀選手（MVP） | 最優秀選手（MVP） | 最優秀選手（MVP）          |
| ----------------- | ----------------- | -------------------------- |
|                   | 外崎修汰          | 埼玉西武ライオンズ         |
| 大会ベストナイン  |                   |                            |
| 投手              | 田口麗斗          | 読売ジャイアンツ           |
| 捕手              | 韓承澤            | 起亜タイガース             |
| 一塁手            | 朱育賢            | Lamigoモンキーズ           |
| 二塁手            | 朴珉宇            | NCダイノス                 |
| 三塁手            | 西川龍馬          | 広島東洋カープ             |
| 遊撃手            | 金河成            | ネクセン・ヒーローズ       |
| 外野手            | 外崎修汰          | 埼玉西武ライオンズ         |
| 外野手            | 松本剛            | 北海道日本ハムファイターズ |
| 外野手            | 王柏融            | Lamigoモンキーズ           |
| 指名打者          | 近藤健介          | 北海道日本ハムファイターズ |

## 日本でのテレビ放送
11月16日
- TBS系列≪地上波≫
  - 放送時間：19:00 - 23:45（105分延長）

11月17日
- TBSチャンネル2 名作ドラマ・スポーツ・アニメ≪有料CS≫
  - 放送時間：19:00 - 翌0:00（延長なし）

11月18日
- フジテレビ系列≪地上波≫
  - 放送時間：18:30 - 22:54（120分延長）

11月19日（決勝）
- テレビ朝日系列≪地上波≫
  - 放送時間：18:11 - 20:54[10]（延長なし。ただし、20:54以降は後続番組『サンデーステーション』〈20:54 - 22:14、20分後拡大〉内で中継継続）
    - 日本が決勝進出しない場合には地上波での放送を取りやめ、代替としてテレ朝チャンネル2（有料CS）で放送予定であった（その場合の放送時間は決まっていなかった）。